# American College of the Building Arts

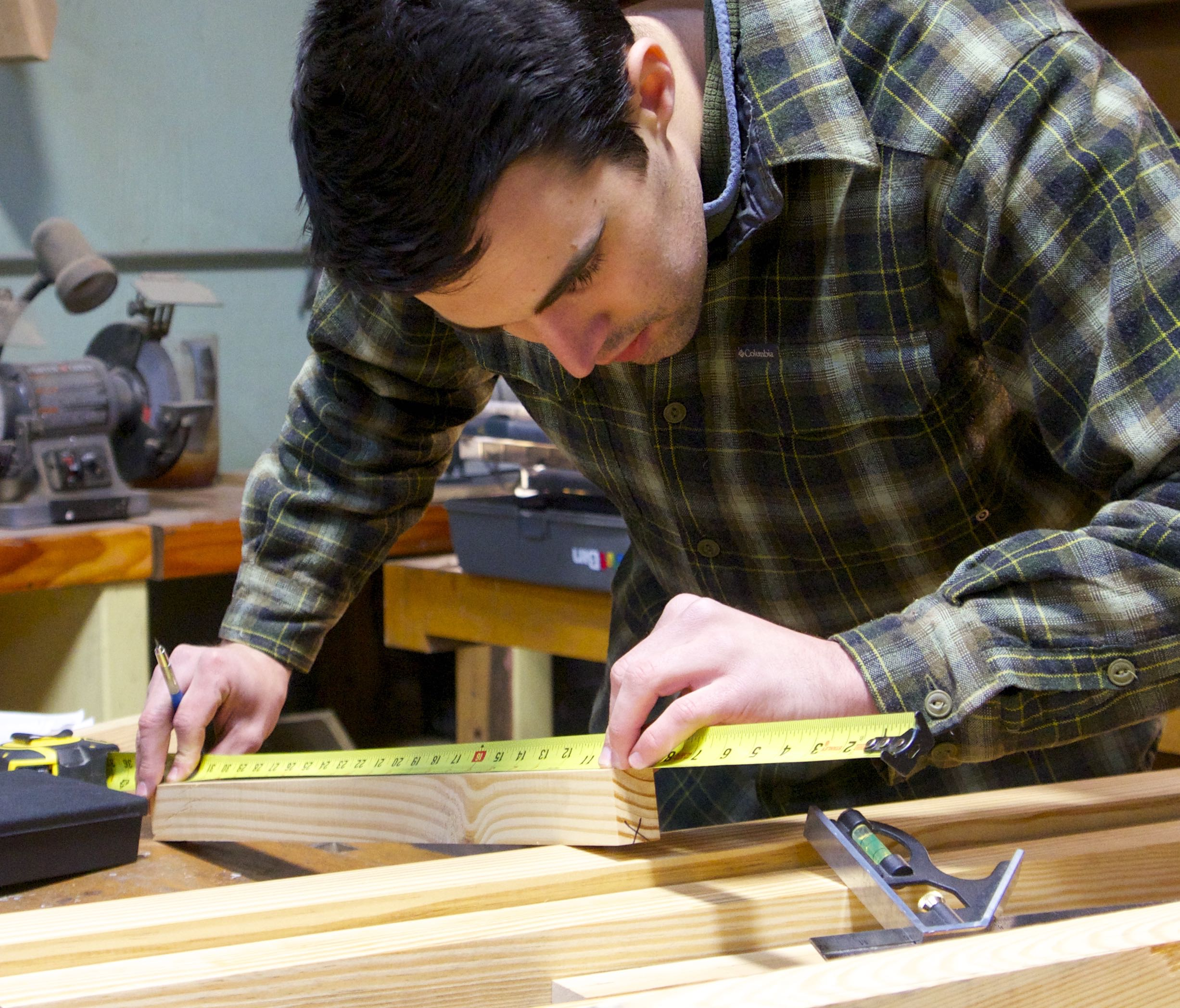
American College of the Building Arts junior mide para una escalera personalizada.

American College of the Building Arts (ACBA) es una universidad privada de artes liberales y ciencias de cuatro años ubicada en Charleston, Carolina del Sur. Tiene licencia de la Comisión de Educación Superior de Carolina del Sur para otorgar una Licenciatura en Ciencias Aplicadas y un Asociado en Ciencias Aplicadas en seis especializaciones artesanales en las artes de la construcción.
El modelo de la universidad es único en los Estados Unidos, con su enfoque en la integración total de una educación en artes liberales y ciencias y las habilidades tradicionales de las artes de la construcción. Los estudiantes eligen entre seis especializaciones artesanales: estructura de madera, carpintería arquitectónica, yeso, arquitectura clásica, herrería y talla de piedra.
La misión declarada de ACBA es educar y capacitar a los artesanos en las artes tradicionales de la construcción para fomentar la artesanía excepcional y alentar la preservación, el enriquecimiento y la comprensión del patrimonio arquitectónico mundial a través de una educación en artes liberales y ciencias.
Los estudiantes actuales provienen de más de 30 estados. Una cuarta parte del alumnado son mujeres y una quinta parte son veteranos. La mayoría de los estudiantes han asegurado un empleo en sus respectivos oficios antes de graduarse, con la ayuda de la experiencia adquirida en su educación y experiencias de pasantías, análisis crítico y una base de conocimiento profundo en preservación, restauración y materiales apropiados necesarios en cada uno de los campos elegidos. El enfoque interdisciplinario permite que los graduados sean tan educados como los arquitectos con los que trabajan.

## Historia

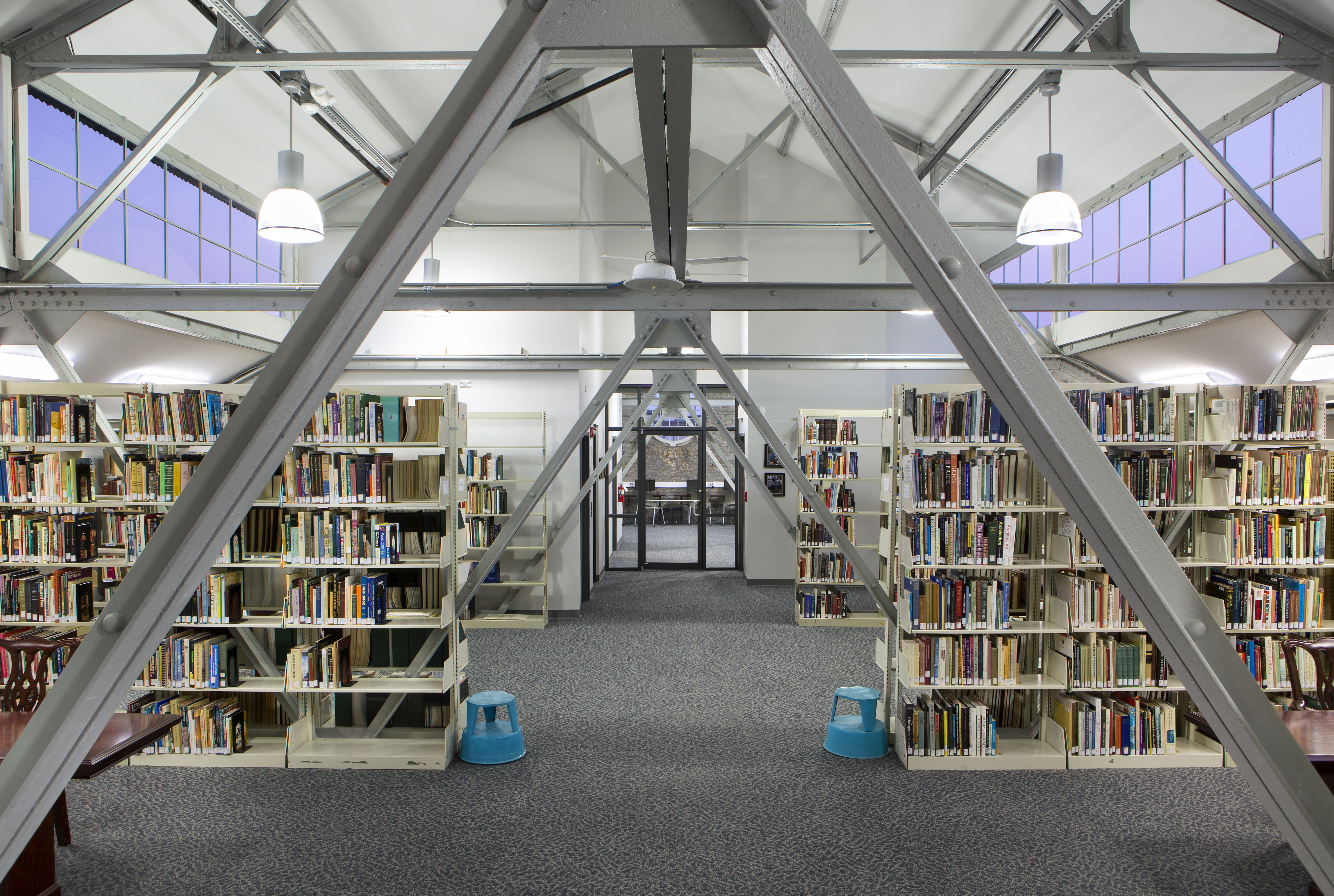
Interior de la biblioteca del American College of the Building Arts

El American College of the Building Arts se fundó después del huracán Hugo, que azotó la costa sureste de los Estados Unidos en 1989. El devastador huracán de categoría cuatro dañó o destruyó muchos edificios históricos de la costa de Carolina y dejó gran parte del hierro, yeso y Trabajos en madera fina en mal estado. Se necesitaron diez años para reconstruir y restaurar las casas dañadas y los edificios históricos de la ciudad, en parte debido a la escasez de artesanos calificados. En 1999, en respuesta a esta brecha en las artes de la construcción, un grupo de promotores e impulsores locales plantó las semillas que llevaron a la fundación de ACBA.
Inicialmente, las clases y los talleres que se enfocaban en las artes de la construcción se ofrecían en diferentes lugares del área de Charleston. Sin embargo, el modelo educativo original resultó difícil de ejecutar, y los fundadores de la universidad se reagruparon para establecer una universidad que otorga títulos, integrando el modelo estadounidense de títulos de artes liberales con los estilos de enseñanza artesanal de Europa. En 2004, ACBA obtuvo la licencia de la Comisión de Educación Superior de Carolina del Sur para reclutar estudiantes para una Licenciatura en Ciencias Aplicadas y un Asociado en Ciencias Aplicadas en las artes de la construcción. En 2009, la universidad otorgó sus primeros títulos a siete estudiantes. Durante estos mismos años, la ACBA reconfiguró su administración y contrató al actual presidente, el teniente general (retirado) Colby M. Broadwater III, y otros miembros del equipo administrativo con sólida experiencia empresarial.

## Programas académicos

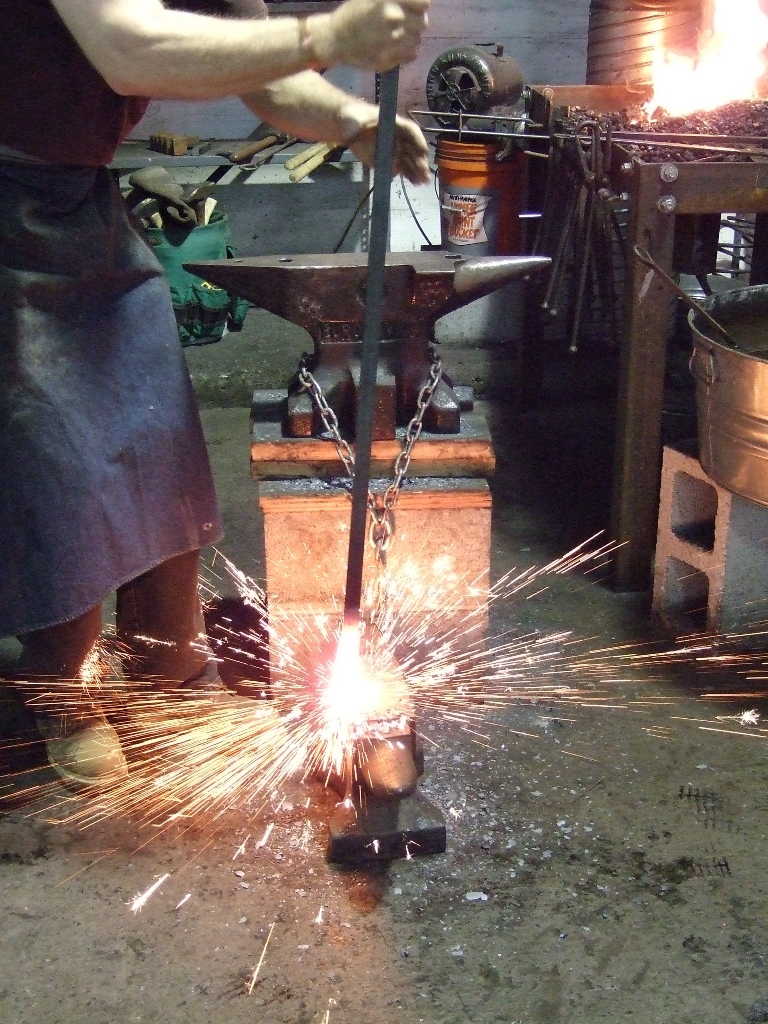
Estudiante del American College of the Building Arts trabajando con acero

American College of the Building Arts combina una educación tradicional en artes liberales con programas de educación comercial que se basan en modelos europeos y otros. Los programas de enmarcado y yeso se basan en los franceses “les Compagnons du Devoir”, un gremio comercial que ofrece formación profesional y educativa de alta cualificación, rica en cultura y humanidad. El programa de piedra se basa en los programas de la Catedral de Lincoln y la Catedral de Wells en el Reino Unido. El programa de hierro tiene una larga asociación con Colonial Williamsburg y también con el trabajo de Philip Simmons, famoso artesano del hierro de Charleston y uno de los fundadores de ACBA. Las piezas diseñadas y realizadas por Simmons se exhiben en el Instituto Smithsoniano, Museo Estatal de Carolina del Sur y fuera de los Estados Unidos en Francia y China. Además de las clases específicas de comercio, los estudiantes siguen un curso de estudios generales que incluye no solo cursos universitarios típicos, como inglés y matemáticas, sino también cursos especializados en dibujo, diseño, ciencia de los materiales y administración de la construcción. ACBA mantiene una proporción baja de estudiantes por docente para garantizar los más altos estándares de calidad en sus programas.

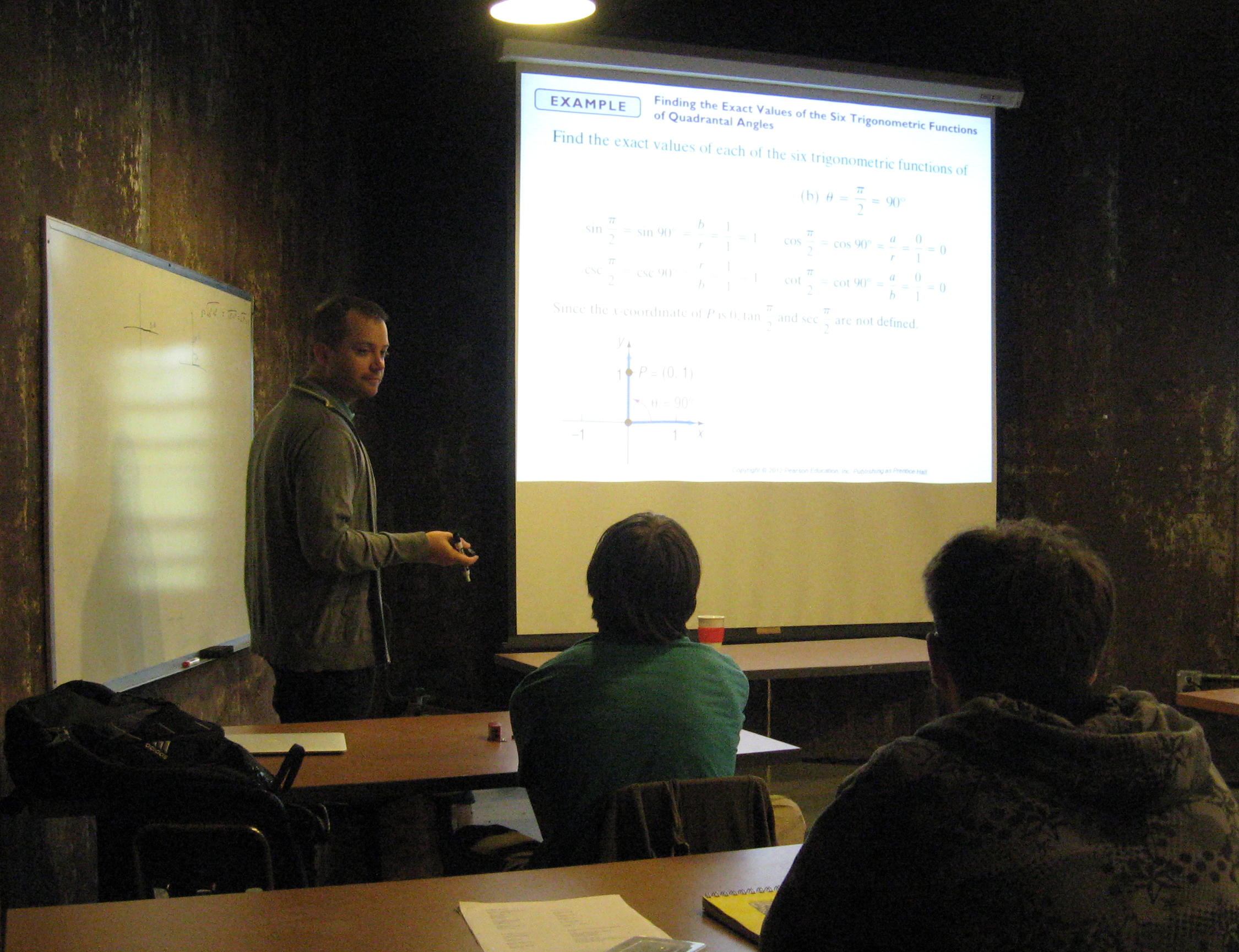
Clase de matemáticas de primer año del American College of the Building Arts

La Biblioteca Byrne-Diderot es un importante recurso de investigación para estudiantes y profesores. La biblioteca alberga una colección especializada de libros, publicaciones periódicas, diarios y materiales audiovisuales en la construcción, artes plásticas, decorativas y liberales. La colección principal de la biblioteca contiene más de 6.500 artículos. La sala de colecciones especiales de DAR contiene otros 500 libros raros, catálogos y publicaciones periódicas, así como ejemplos de herramientas históricas y trabajos en hierro de Charleston del siglo XIX.

## Medios
ACBA ha aparecido en This Old House, Forbes, Garden & Gun, Voz de América, Worth, Wolverine Boots, White House Chronicle, y PBS NewsHour.

## Historia del campus

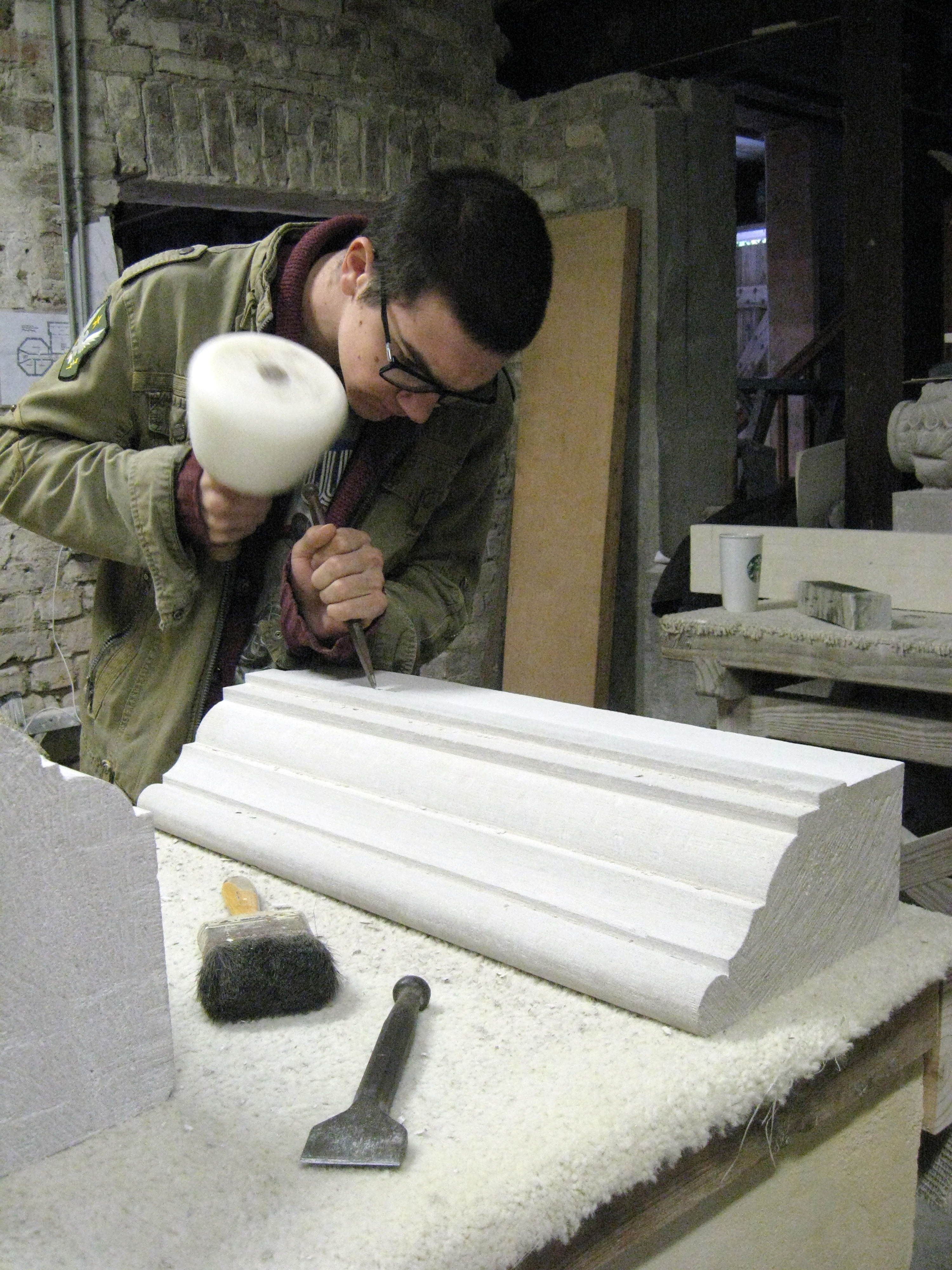
American College of the Building Arts junior tallando un manto de piedra

Las primeras clases del American College of the Building Arts se ofrecieron en varios lugares diferentes de la ciudad de Charleston y sus alrededores, incluida la antigua cárcel del distrito de Charleston, que se convirtió en la ubicación principal de la universidad durante 17 años. La carpintería y los programas arquitectónicos de hierro forjado se ubicaron en un sitio separado. La cárcel se construyó originalmente en 1802 y se amplió en 1855 para incluir viviendas para el alcaide y los carceleros en el lado de la calle y un ala trasera octogonal. Muchos reclusos infames fueron alojados en la prisión, incluidos piratas de alta mar, la asesina en masa Lavinia Fischer y Dinamarca Vesey, una afroamericana libre que planeó una rebelión de esclavos que fue descubierta antes de que pudiera ser ejecutada. Durante la Guerra Civil los prisioneros confederados y de la Unión fueron encarcelados dentro de sus muros. Aunque no tenía electricidad ni agua corriente, la cárcel albergó a prisioneros hasta que fue clausurada en 1939.

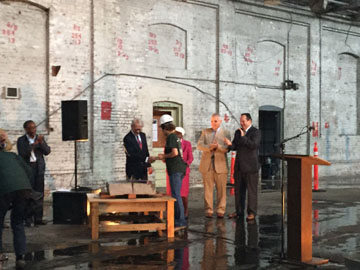
El American College of the Building Arts inauguración del Old Charleston Trolley Barn el 7 de mayo de 2015

Durante los años que pasó ocupando y renovando la cárcel, el colegio se vio a sí mismo como el cuidador del edificio y su rica historia. Como parte del laboratorio de aprendizaje vivo de ACBA, los miembros de la facultad guiaron a los estudiantes en la evaluación de las necesidades y los métodos adecuados de restauración, preservación y reconstrucción.
Habiendo superado sus instalaciones existentes, ACBA lanzó un importante esfuerzo de recaudación de fondos en 2014 para establecer un campus único y ampliado que pudiera consolidar la enseñanza de todos los oficios bajo un mismo techo. Con una importante donación de Parallel Capital y de Russell y Betty Joan Hitt, fundadores de HITT Contracting con sede en Virginia, primeros partidarios de ACBA, la universidad recaudó fondos para comprar y renovar el Charleston Trolley Barn abandonado en Upper Meeting Street. El 7 de mayo de 2015, 150 personas asistieron a la ceremonia de inauguración.
Tomó poco más de un año y aproximadamente $6 millones para construir el nuevo campus ACBA de última generación que se inauguró formalmente en octubre de 2016. El edificio recientemente remodelado mantiene el espíritu histórico de la estructura original al tiempo que brinda a los estudiantes una educación académica moderna. y espacio para talleres. Se tallaron aproximadamente 39,000 pies cuadrados de la huella original de 24,000 pies cuadrados del granero. El tercio frontal del edificio de tres pisos alberga un vestíbulo de exhibición, oficinas administrativas, aulas, laboratorios y un salón comunitario disponible para grupos cívicos locales. Los talleres y las aulas comerciales están ubicados en las dos terceras partes traseras del edificio. Un salón para estudiantes, oficinas de profesores y espacios para conferencias ocupan el segundo piso. Las vigas del tercer piso albergan el laboratorio de computación y la biblioteca única de ACBA y sus colecciones especiales del Registro Nacional de Lugares Históricos.
En septiembre de 2018, la universidad recibió la acreditación nacional de la Comisión de Acreditación de Escuelas y Colegios Profesionales.

## Programas adicionales
A partir del otoño de 2017 se presentó al público una diversa línea de cursos nocturnos, incluidos AutoCAD, diseño de interiores e historia de la arquitectura de Charleston. En enero de 2018, ACBA inició cursos intensivos de una semana en áreas como herrería escultórica, tallado decorativo en madera, restauración de muebles, diseño de muebles y vidrieras. En el otoño de 2018, la incorporación de una licenciatura en arquitectura clásica y diseño elevará la lista de especializaciones de la ACBA a siete.